# Distrikt San Pedro de Chaná
Der Distrikt San Pedro de Chaná liegt in der Provinz Huari in der Region Ancash in West-Peru. Der Distrikt wurde am 10. Juni 1955 gegründet. Er besitzt eine Fläche von 144 km². Beim Zensus 2017 wurden 2663 Einwohner gezählt. Im Jahr 1993 lag die Einwohnerzahl bei 2472, im Jahr 2007 bei 2668. Die Distriktverwaltung befindet sich in der 3413 m hoch gelegenen Ortschaft San Pedro de Chaná mit 787 Einwohnern (Stand 2017). San Pedro de Chaná (oder kurz: Chaná) liegt knapp 19 km ostsüdöstlich der Provinzhauptstadt Huari.

## Geographische Lage
Der Distrikt San Pedro de Chaná liegt im Osten der Provinz Huari. Der Río Colca, rechter Nebenfluss des Río Puchca, entwässert das Areal nach Norden.
Der Distrikt San Pedro de Chaná grenzt im Westen an die Distrikte San Marcos und Huachis, im Norden an den Distrikt Pontó, im Osten an die Distrikte Miraflores, Puños und Llata (alle drei in der Provinz Huamalíes).